# Торстен Визел
Торстен Визел (енгл. Torsten Wiesel; Упсала, 3. јун 1924) шведски је микробиолог. Добио је Нобелову награду за медицину 1981. године.
Инострани члан Српске академије наука и уметности од 5. новембра 2009.

## Биографија
Тостен Визел је студирао медицину на Институту Каролинска у Шведској, где је и дипломирао 1954. године. Преселио се 1955. у Сједињене Америчке Државе и радио са Стивеном Куфлером на Универзитету Џонс Хопкинс у Балтимору. На Универзитету Харвард у Бостону постао је професор неуробиологије 1968. године а затим директор катедре 1971. године. Добио је Нобелову награду за медицину 1981. године заједно са Дејвидом Хубелом.

## Запослење
Професор емеритус Универзитета „Рокфелер” у Њујорку; Медицински факултет Универзитета „Џон Хопкинс”, САД, доцент (1958); Харвардски универзитет (1959); професор (1968); Универзитет „Рокфелер” (1983‒1998); председник Универзитета (1991‒1998); генерални секретар Програма за изучавање хуманих наука без граница, Стразбур (2000‒2009).

## Радови
- Sciences, National Academy of; Engineering, National Academy of; Medicine, and Institute of (2003). Guatemala: Human Rights and the Myrna Mack Case (на језику: енглески). National Academies Press. ISBN 978-0-309-08916-6. Приступљено 31. 3. 2022.
- torsten wiesel report on the case of dr. saad eddin mohamed ibrahim, imprisoned sociologist, cairo, egypt - Google Search. Приступљено 31. 3. 2022.
- Stryer, Lubert (1996). „Vision: From Photon to Perception”. Proceedings of the National Academy of Sciences of the United States of America. 93 (2): 557—559. Bibcode:1996PNAS...93..557S. JSTOR 38504. PMC 40090 . PMID 9254392. doi:10.1073/pnas.93.2.557 . Приступљено 31. 3. 2022.
- Council, National Research; Sciences, National Research Council (U S. ) Committee on the Funding of Young Investigators in Biological and Biomedical; inv, National Research Council (U S. ) Committee on the Funding of Young; Staff, National Research Council; Sciences, Committee on the Funding of Young Investigators in the Biological and Biomedical; Studies, Division on Earth and Life; Tilghman, Shirley M.; Commission, Life Sciences; Wiesel, Torsten N.; Wiesel, Torsten N.; Staff, Division on Earth and Life Studies; Committee, Funding of Young Investigators in the Biological and Biomedical Sciences; Biology, National Research Council (U S. ) Board on; Sciences, Commission on Life (1994). The Funding of Young Investigators in the Biological and Biomedical Sciences (на језику: енглески). National Academies Press. ISBN 978-0-309-05077-7. Приступљено 31. 3. 2022.

## Признања и награде
Тостен Визел је добитник следећих признања и награда:
- Нобелова награда (1981);
- Награда „Dr. Jules C. Stein” / Dr. Jules C. Stein Award (1971)
- Феријерова медаља и предавање Краљевског друштва / Ferrier Medal and Lecture from the Royal Society (1971);
- Награда „Lewis S. Rosenstiel” / Lewis S. Rosenstiel Award (1972);
- Награда „Friedenwald” / Friedenwald Award (1975);
- Награда „Karl Spencer Lashley” / Karl Spencer Lashley Award (1977);
- Награда „Louisa Gross Horwitz” Универзитет Колумбија / Louisa Gross Horwitz Prize, New York Columbia University (1978);
- Награда „George Ledlie” / George Ledlie Prize (1980);
- Награда „Ralph W. Gerard” /  Ralph W. Gerard Prize (1993);
- Награда „Helen Keller” / Helen Keller Prize (1996);
- Медаља „David Rall” / David Rall Medal (2005);
- Национална медаља за науку / National Medal of Science, САД (2005);
- Медаља „Маршал М. Паркс за изврсност” / Marshall M. Parks MD Medal of Excellence (2007);
- „Ред излазећег сунца”, прва класа / Order of the Rising Sun, Grand Cordon, Јапан (2009)